# Janet Tashjian
Janet S. Tashjian (* 29. Juni 1956 in Providence, Rhode Island) ist eine US-amerikanische Kinder- und Jugendbuchautorin.

## Leben
Janet Tashjan wuchs in Boston, Massachusetts auf. Sie besuchte das Emerson College und machte dort einen Abschluss in Kreativem Schreiben; zuvor hatte sie auch Journalismus und Philosophie an der University of Rhode Island studiert, dann in der freien Wirtschaft gearbeitet und danach weite Reisen mit ihrem späteren Mann Doug unternommen.
In deutscher Sprache ist ihr Buch Tage mit Eddie oder Was ist schon normal erschienen, das – aus der Sicht einer etwa Zwölfjährigen – das Leben mit einem geistig behinderten Zwillingsbruder beschreibt, ferner Alle Chancen für Paula, Die Welt, wie Larry sie sieht und Cinnamon Girl. Janet und ihre Familie, die nach Jahren des „Nomadenlebens“ in Boston lebt, haben eine Auszeichnung der Kennedy-Stiftung für ihre Arbeit mit geistig behinderten Menschen erhalten.

## Werke
- 1997: Tru Confessions
  - Tage mit Eddie oder was heißt schon normal, Hamburg 1999, ISBN 3-7915-1995-6
- 1999: Multiple Choice
  - Alle Chancen für Paula, Hamburg 2000, ISBN 3-7915-1997-2
- 2001: The Gospel According to Larry
  - Die Welt, wie Larry sie sieht, Hamburg 2006, ISBN 3-7915-1994-8
- 2003: Fault Line
  - Cinnamon Girl, Hamburg 2005, ISBN 3-7915-1993-X
- 2004: Vote for Larry
- 2008: Larry and the Meaning of Life
- 2010: My Life as a Book
  - Mein Leben als Superagent, Köln 2012, ISBN 978-3-414-82323-6
- 2011: My Life as a Stuntboy
- 2012: For What It’s Worth